# حياتي اليومية
حياتي اليومية (باليابانية: 日常، بالروماجي: Nichijō) سلسلة مانغا يابانية من كتابة وتأليف كيشي آراوي صدرت في ديسمبر عام 2006 حتى ديسمبر 2015وتكونت من 10 مجلدات، اقتُبست إلى أنمي تلفزيوني من إنتاج استوديو كيوتو أنميشن، عرض الأنمي في 3 أبريل عام 2011 وانتهى عرضه في 25 سبتمبر عام 2011 وتكون من 26 حلقة، قامة شركة Vridge بتطوير لعبة عن الأنمي لأجهزة البلاي ستيشن صدرت في 28 يوليو عام 2011.

## القصة
تدور أحداث القصة عن حياة مجموعة من طلاب الثانوية ومدرستهم. هنالك العديد من الغرائب والكثير من الأشياء الغير معقولة. فتاة روبوت في الثامنة عشر من العمر، وولد يذهب إلى المدرسة بماعز مع خدمه، فتاة يمكنها الحصول على أسلحة مختلفة من العدم وقِطّ يستطيع الكلام.

## الشخصيات

### الشخصيات الرئيسية
يوكو آيوي (باليابانية: 相生 祐子، بالروماجي: Aioi Yūko)
أداء صوتي: ماريكو هوندا
ميو ناغانوهارا (باليابانية: 長野原 みお، بالروماجي: Naganohara Mio)
أداء صوتي: ماي أيزاوا
ماي ميتاكامي (باليابانية: 水上 麻衣، بالروماجي: Minakami Mai)
أداء صوتي: ميسوزو توغاشي
نانو شينونومي (باليابانية: 東雲 なの، بالروماجي: Shinonome Nano)
أداء صوتي: شيزوكا فورويا
بروفيسور هاكاسي (باليابانية: はかせ، بالروماجي: Hakase)
أداء صوتي: هيرومي كونو
ساكاموتو (باليابانية: 阪本، بالروماجي: Sakamoto)
أداء صوتي: مينورو شيرايشي

### المعلمين
إيزومي ساكوراي (باليابانية: 桜井 泉، بالروماجي: Sakurai Izumi)
أداء صوتي: مامي كوسوغي
مانابو تاكاساكي (باليابانية: 高崎 学، بالروماجي: Takasaki Manabu)
أداء صوتي: تيتسو إينادا
المدير شينونومي (باليابانية: 東雲، بالروماجي: Shinonome)
أداء صوتي: تشو
كوسو كي أورا (باليابانية: 邑楽 耕介، بالروماجي: Ōra Kōsuke)
أداء صوتي: هيروشي ناكا
كانا ناكامورا (باليابانية: 中村 かな، بالروماجي: Nakamura Kana)
أداء صوتي: كاورو ميزوهارا

### الطلاب
كوجيرو ساساهارا (باليابانية: 笹原 幸治郎، بالروماجي: Sasahara Kōjirō)
أداء صوتي: يوشيهيسا كاواهارا
ميساتو تاتشيبانا (باليابانية: 立花 みさと، بالروماجي: Tachibana Misato)
أداء صوتي: تشيكا هوريكاوا
تسويوشي ناكانوجي (باليابانية: 中之条 剛، بالروماجي: Nakanojō Tsuyoshi)
أداء صوتي: كازوتومي ياماموتو
آناكا هارونا (باليابانية: 安中 榛名، بالروماجي: Annaka Haruna)
أداء صوتي: كاوري سادوهارا
كينزابورو دايكو (باليابانية: 大工 健三郎، بالروماجي: Daiku Kenzaburō)
أداء صوتي: ريوتا يوشيزاكي
يوريا سيكيغوتشي (باليابانية: 関口 ユリア، بالروماجي: Sekiguchi Yuria)
أداء صوتي: آي هيروساكي
ماكوتو ساكوراي (باليابانية: 桜井 誠، بالروماجي: Sakurai Makoto)
أداء صوتي: تاكاهيرو هيكامي
تاناكا (باليابانية: 田中، بالروماجي: Tanaka)
أداء صوتي: كوتا ياماغوتشي
ويبوشي (باليابانية: ウェボシー، بالروماجي: Weboshī)
أداء صوتي: يوكو تاماوكي
في-تشان (باليابانية: フェっちゃん، بالروماجي: fe-chan)
أداء صوتي: يومي هيغوتشي
ميهوشي ماتشيبانا (باليابانية: 立花 みほし، بالروماجي: Tachibana Mihoshi)
أداء صوتي: مانامي هوندا

### شخصيات أخرى
يوشينو ناغانوهارا (باليابانية: 長野原 よしの، بالروماجي: Naganohara Yoshino)
أداء صوتي: ماتوكو كوباياشي

## وصلات خارجية
- الموقع الرسمي نسخة محفوظة 22 أكتوبر 2018 على موقع واي باك مشين. (باليابانية)

- الموقع الرسمي نسخة محفوظة 24 نوفمبر 2021 على موقع واي باك مشين. عند كيوتو أنيميشن (باليابانية)
- الرواية المرئية الرسمي (باليابانية)
- حياتي العادية على موقع ANN manga (الإنجليزية)